# SMS Wiesbaden
De SMS Wiesbaden was een lichte kruiser van de Kaiserliche Marine tijdens de Eerste Wereldoorlog. Hij werd voltooid in 1915 en vormde samen met de SMS Frankfurt de Wiesbadenklasse. Het schip heeft maar iets meer dan een jaar dienstgedaan en nauwelijks actie gezien, want het ging met nagenoeg de hele bemanning ten onder tijdens de Zeeslag bij Jutland. Het is vernoemd naar Wiesbaden, de hoofdstad van de Duitse deelstaat Hessen.

## Geschiedenis
De proefvaarten werden afgeraffeld, wat mogelijk verklaart dat er geen snelheidsmetingen bekend zijn. Het schip kwam in dienst onder kapitein Fritz Reiß, geboren in Sulzbach op 9 november 1873. Tijdens de winter van 1915/1916 nam het onder leiding van admiraal Friedrich Boedicker deel aan verschillende oefeningen en rustige patrouilles zonder actie. De lichte kruiser was hier onderdeel van de 2e verkenningsgroep, samen met SMS Königsberg, SMS Lebing en haar zusterschip SMS Frankfurt.

### Aanval op Lowestoft
Op 24 april 1916 nam ze samen met SMS Frankfurt deel in de Aanval op Lowestoft, een aanval op de Britse plaatsjes Lowestoft en Great Yarmouth. Zowel de 1e als de 2e verkenningsgroep namen deel in de aanval en samen telde dit op tot zes schepen, alle onder leiding van Boedicker.
Yarmouth werd maar een aantal minuten beschoten door de slechte weersomstandigheden die ochtend. Lowestoft daarentegen was 20 minuten daarvoor al aangevallen door de vloot van Kaiser Wilhelm II. Om 04:11 opende de vier kruisers vuur op het dorp, mikkende op de haven. Zeker veertig huizen werden vernietigd en meer dan tweehonderd liepen schade op. Er vielen geen doden.
Na ongeveer 20 minuten werden de Duitse schepen aangevallen door Commodore Tyrwhitts 5th Light Cruiser Squadron. De Britten waren sterk in het nadeel en twee van hun patrouille boten werden gezonken. Desondanks wisten ze de Duitse schepen genoeg te beschadigen om hen in terugtrekken te forceren. Boedicker kreeg ook verslag binnen dat er onderzeeërs onderweg waren, dit was de druppel en hij gaf het bevel om met volle snelheid terug richting het oosten te varen. Daar wachtte de rest van de Hochseeflotte om mogelijke achtervolgende boten te vernietigen.

### Zeeslag bij Jutland

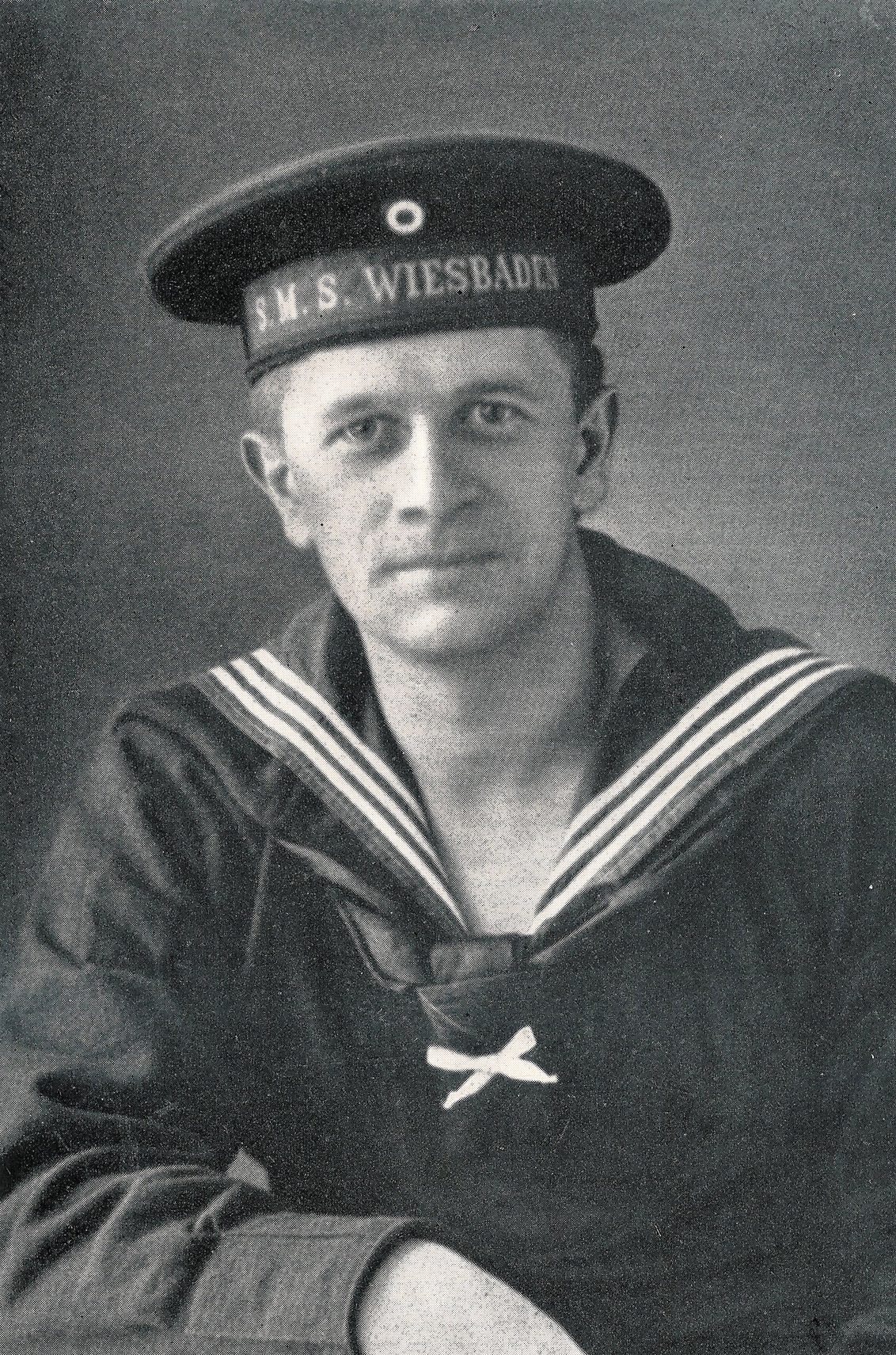
Schrijver Johann Kinau, een matroos van de SMS Wiesbaden in 1916.

Op 31 maart 1916 nam de SMS Wiesbaden, nog steeds onderdeel van de 2e verkenningsgroep, samen met de 1e verkenningsgroep deel in de Zeeslag bij Jutland. Rond 18:30 spotte Wiesbaden de Britse kruiser HMS Chester en opende vuur. Ze wist enkele schoten te raken maar daarna trok ze zich terug bij het spotten van aankomende kruisers onder leiding van Horace Hood, een Brits admiraal.
Het schip waar Hood zelf kapitein van was, de HMS Invincible, vuurde terug naar de Wiesbaden en wist een toevallige treffer te raken. Het schot penetreerde het onbeschermde achterdek en ontplofte in de machinekamer. Dit was desastreus voor het schip en het minderde vaart tot het maar met een slakkengangetje voortbewoog.
Tegelijkertijd hadden de 3th en 4th Light Cruiser Squadrons snel de afstand tussen de twee partijen verkleind en lanceerde een grote torpedo-aanval op de Duitse gevechtslinie. Ondertussen werd Wiesbaden nog steeds beschoten door de kanonnen van de Britse kruisers.
Niet lang daarna wist de torpedobootjager HMS Onslow binnen 1800 meter te komen en vuurde een torpedo af op de inmiddels stilliggende Wiesbaden. Ze werd geraakt onder de commandotoren maar bleef desondanks boven water. Kapitein Fritz Reiß besloot in de chaos zijn eigen torpedo’s af te vuren en wist de HMS Marlborough te treffen.
Kort na 20:00 probeerde een groep torpedoboten de bemanning van Wiesbaden te redden. Deze werden echter terug gedreven door hevig vuur vanaf de Britse linies. Later werd er nog een poging gedaan maar door de inzettende duisternis kon de gestrande kruiser niet gelokaliseerd worden. Hierna werd zij aan haar lot overgelaten.
Wiesbaden zonk op 1 juni 1916 tussen 01:45 en 02:45. Van de 590 bemanningsleden wist er maar één te overleven, Hugo Zenne. Het bemanningslid werd de volgende dag gered door een langs varende stoomboot uit Noorwegen. Onder de verdronken manschappen was schrijver en essayist Johann Kinau (1880-1916), meer bekend onder zijn pseudoniem “Gorch Fock”.

### Wrak
Het wrak werd ontdekt in 1983 en was het laatste wrak dat ontdekt werd van de gesneuvelde schepen van de zeeslag. Zij ligt ondersteboven op de bodem van de Noordzee.